# Callistege vitiosa
Callistege vitiosa là một loài bướm đêm trong họ Erebidae.